# Tettigoniophaga vanini
Tettigoniophaga vanini är en tvåvingeart som beskrevs av Guimaraes 1978. Tettigoniophaga vanini ingår i släktet Tettigoniophaga och familjen parasitflugor. Inga underarter finns listade i Catalogue of Life.